# Epiplatys esekanus
Epiplatys esekanus es una especie de pez de la familia de los aplocheílidos en el orden de los ciprinodontiformes.

## Morfología
Los machos pueden alcanzar los 6,5 cm de longitud total.

## Distribución geográfica
Se encuentran en África: sudoeste de Camerún.